# Katharina Tempel
 (février 2023).
Katharina Tempel est une série télévisée policière allemande diffusée depuis le 2 décembre 2022 sur ZDF.
En France, la série est diffusée depuis le 2 décembre 2022 sur Arte. Elle reste inédite dans les autres pays francophones.

## Synopsis
Les enquêtes du commissaire Katharina Tempel à Hamburg.

## Distribution

### Acteurs principaux
- Franziska Hartmann (VF : Marjorie Frantz) : Katharina Tempel
- Stephan Szász (de) : Georg König
- Hanife Sylejmani : Dela Tahiri
- Florian Stetter (de) : Volker Tempel
- Davina Donaldson : Golda Hopkins
- Petra Zeiser (de) : Teresa Tempel
- Michel Hoppe : Linus Tempel

 Source et légende : version française (VF) sur RS Doublage

## Épisodes
1. À chacun son secret (Was wir verbergen) (2022)
2. À chacun ses peurs (Was wir fürchten) (2024)
3. À chacun ses ombres (Was wir begehren) (2025)